# Fish
Fish, artistnamn för Derek William Dick,  född 25 april 1958 i Edinburgh i Skottland, är en brittisk låtskrivare, sångare och skådespelare som sedan 10 mars 2025 avslutat sin aktiva musikkarriär för att påbörja sin nya karriär som fårfarmare.

## Biografi
Fish växte upp i Dalkeith utanför Edinburgh och slutade skolan 1976 och arbetade därefter inom skogsbruk. Under en studieresa i Berlin juni 1978 fick han smeknamnet Fish av en rumskamrat som tyckte att han låg alltför länge i badet. Fish hoppade av sin utbildning i augusti 1980 för att pröva lyckan som sångare, och deltog i provspelningar för flera band, och sjöng under en kort period med Blewitt och Stone Dome Band. Nyårsafton 1980 åkte han till Aylesbury tillsammans med basisten Diz Minnitt, mötte Steve Rothery och Marillion bildades, och Fish gjorde sitt första framträdande som sångare och frontman den 15 mars 1981 i Bicester. Marillion kontrakterades av skivbolaget EMI 8 september 1982, första singeln släpptes i oktober samma år, och första albumet, Script for a Jester's Tear, i mars 1983. Marillion fick sitt stora genombrott med det tredje studioalbumet Misplaced Childhood och framförallt singeln Kayleigh blev en stor singelhit i Europa. Efter flera intensiva och framgångsrika turnéer, blev det slitningar i bandet, och det fjärde albumet Clutching at Straws blev det sista med Fish som sångare i Marillion. Sista spelningen med bandet var den 23 juli 1988 i Craigton Country Park, St Andrews i Skottland. Nya demos till ett kommande album hade spelats in, men på grund av osämja och musikaliska meningsskiljaktigheter gjorde att Fish lämnade bandet, vilket blev officiellt 15 september 1988. De sista demoinspelningarna släpptes 1999 på en remastrerad nyutgåva av Clutching at Straws.

### Solokarriären
1986 sjöng Fish låten Shortcut to Somewhere tillsammans med Tony Banks. Den släpptes även på singel och fanns med på soundtracket till den amerikanska filmen Quicksilver med Kevin Bacon. Fish sjöng därefter på låtarna Angel Face och Another Murder of a Day på Banks studioalbum Still.
Första studioalbumet som soloartist, Vigil in a Wilderness of Mirrors, släpptes i januari 1990. Kraftigt försenad efter att skivbolaget valde att först släppa Marillions skiva, Seasons End med nya sångaren Steve Hogarth i september 1989. Efter Vigil turnén 1990 blev det en konflikt med skivbolaget EMI, vilket kom att störa Fishs kreativa arbete framöver. Uppföljaren Internal Exile, som släpptes på Polydor året därpå, blev en besvikelse försäljningsmässigt och Fish blev tvungen att turnera regelbundet för att få en stabil ekonomisk tillvaro. Efter ett sista studioalbum på Polydor som innehöll Coverversioner, Songs from the Mirror, startade Fish sitt eget skivbolag, Dick Bros Co, där han släppte flera livealbum, samlingsalbumen Yin och Yang, som innehöll några nyinspelningar på Marillion-låtar, samt två studioalbum. Efter spelningar för FN-soldater i Bosnien 1996 fick han ny inspiration, och albumet Sunsets on Empire som släpptes 1997, producerades av Steven Wilson, som även skrev merparten av låtarna på albumet tillsammans med Fish. Men den långa efterföljande världsturnén blev en ekonomisk besvikelse, och 1998 fick Fish ett nytt skivkontrakt med Roadrunner. Där blev det endast ett nytt studioalbum Raingods with Zippos, innan han återigen startade eget skivbolag, Chocolate Frog Records, där han sedan gav ut sin musik. I september 2020 bestämde han sig för att avsluta karriären med att släppa sitt elfte och sista studioalbum Weltschmerz.
Fish är även skådespelare, och debuterade som gästskådespelare i ett avsnitt av TV-serien Zorro, (Säsong 2, Avsnitt 21) 1991. Han har därefter haft ett antal mindre roller i TV och filmer, bl.a. i The Jacket.
I oktober 2024 startade Fish sin avskedsturné Road to the Isles Tour. 

## Diskografi (soloalbum)
Studioalbum
- 1990 – Vigil in a Wilderness of Mirrors
- 1991 – Internal Exile
- 1993 – Songs from the Mirror (coveralbum)
- 1994 – Suits
- 1997 – Sunsets on Empire
- 1999 – Raingods with Zippos
- 2001 – Fellini Days
- 2004 – Field of Crows
- 2007 – 13th Star
- 2013 – A Feast of Consequences
- 2020 – Weltschmerz

Samlingsalbum
- 1995 – Yin
- 1995 – Yang
- 1998 – Kettle of Fish
- 2005 – Bouillabaisse